# Beau James
Beau James é um filme estadunidense de 1957, do gênero drama, dirigido por Melville Shavelson e estrelado por Bob Hope e Vera Miles. Este foi o último trabalho de Hope na Paramount Pictures, após vinte anos de contrato. Sua carreira no cinema continuaria por outros quinze anos, porém não fez nada melhor que esta biografia de James J. Walker, o folclórico prefeito de Nova Iorque nos anos 1920. Ao deixar de lado a comédia, a atuação de Hope foi motivo tanto de elogios  quanto de reparos.
Jack Benny, Sammy Cahn e Jimmy Durante aparecem em pequenos papéis, sem receber créditos.

## Sinopse
O senador pelos democratas James J. "Jimmy" Walker elegeu-se prefeito de Nova Iorque em 1925. Manipulado por políticos e escroques variados, Jimmy ficou famoso por dormir durante o dia e passar as noites divertindo-se em cassinos. Católico e casado com Allie Walker, tornou-se amante da cantora de night clubs Betty Compton, porém manteve as aparências junto ao eleitorado. Jimmy também obstruiu o trabalho da polícia que tentava implantar a Lei Seca na cidade. Quando a crise de 1929 chegou, o povo, que ria de suas loucuras, voltou-se contra ele.
Ao prestar contas dos "presentinhos" que aceitou, Jimmy declarou-se apenas estúpido, e disse que se fosse culpado de corrupção, então todos os políticos presentes o seriam também. Por fim, não suportou as pressões e renunciou ao cargo em 1932.

## Elenco
| Ator/Atriz      | Personagem       |
| --------------- | ---------------- |
| Bob Hope        | Jimmy Walker     |
| Vera Miles      | Betty Compton    |
| Paul Douglas    | Chris Nolan      |
| Alexis Smith    | Allie Walker     |
| Darren McGavin  | Charley Hand     |
| Joe Mantell     | Bernie Williams  |
| Horace McMahon  | Promotor público |
| Richard Shannon | Dick Jackson     |
| Willis Bouchey  | Arthur Julian    |